# Ute Mittelstädt

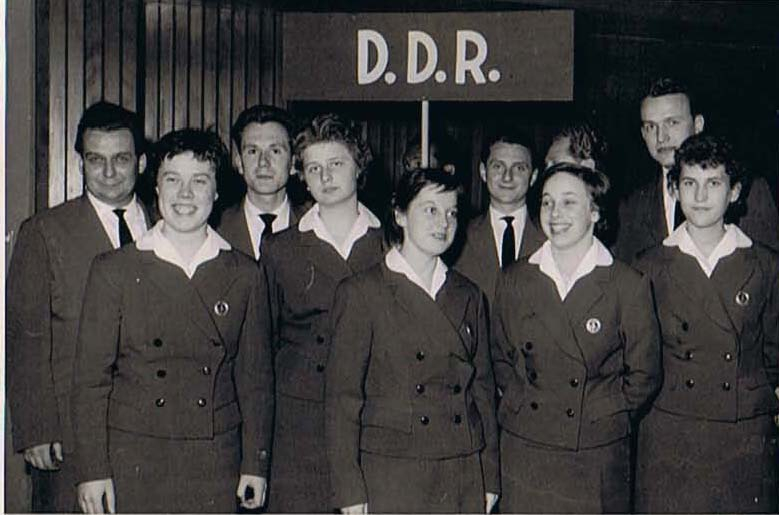
Nationalmannschaft der DDR
Herren von rechts nach links: Günter Matthias, Heinz Schneider (verdeckt), Helmut Hanschmann, Hans Täger und möglicherweise der Trainer.
Damen von links nach rechts: Christa Bannach, Doris Kalweit, Ute Mittelstädt, Sigrun Kunz, Isolde Woschee.

Ute Mittelstädt – später Ute Losert – (* 1940) ist eine deutsche Tischtennisspielerin. Sie gehörte in den 1950er Jahren zu den besten Spielerinnen der DDR und gewann vier nationale Titel.

## Nationale Erfolge
Mittelstädt begann 1951 mit dem Tischtennissport beim Verein Motor Eisenach und wechselte später zu SC Einheit Dresden. Ihr erster Erfolg war der Gewinn der DDR-Jugendmeisterschaft 1956. Ein Jahr später gewann sie bei den Erwachsenen die DDR-Meisterschaft im Doppel mit Liane Rödel. Das Endspiel erreichte sie 1959 im Einzel und 1960 im Doppel mit Doris Kalweit. Mit dem Damenteam von SC Einheit Dresden wurde sie von 1959 bis 1961 dreimal in Folge DDR-Meister.
1958 wurde Mittelstädt in der DDR-Rangliste auf Platz zwei geführt. Ein Jahr später wurde sie mit dem Ehrentitel Meister des Sports ausgezeichnet.

## Internationale Auftritte
1957 nahm Mittelstädt an den Individualwettbewerben der Weltmeisterschaft teil. 1959 wurde sie auch in der DDR-Mannschaft eingesetzt, mit der sie auf Platz 10 kam. Zudem wurde sie für die Europameisterschaft 1958 nominiert.

## Privat
1959 heiratete Mittelstädt den Fußballspieler Gerd Losert (SC Einheit Dresden) und trat danach unter dem Namen Ute Losert auf. Sie hat zwei Kinder, wobei ihr Sohn Dirk Losert, in den 1980er Jahren in der DDR-Oberliga für Dynamo Dresden und den 1. FC Magdeburg spielte.

## Turnierergebnisse
| Verband | Veranstaltung     | Jahr | Ort       | Land | Einzel     | Doppel    | Mixed     | Team |
| ------- | ----------------- | ---- | --------- | ---- | ---------- | --------- | --------- | ---- |
| GDR     | Weltmeisterschaft | 1959 | Dortmund  | FRG  | letzte 128 | letzte 64 | letzte 32 | 10   |
| GER     | Weltmeisterschaft | 1957 | Stockholm | SWE  | letzte 128 | letzte 32 | letzte 64 |      |